# Фрайбургска школа
Може да се отнася също и до Баденската философска школа.
Фрайбургската школа е школа на икономическата мисъл, основана във Фрайбургския университет през 1930-те години.
Основава се върху по-ранната историческа школа в икономиката, но набляга на това, че само някои форми на съревнование и конкуренция са положителни, докато други налагат наблюдение. Това се смята за законна и легитимна роля на правителството при демократично управление според Фрайбургската школа.
Школата осигурява икономическите теоретични елементи на ордолиберализма и на Социално-ориентирана пазарна икономика в следвоенна Германия.

## Последователи
- Франц Бьом